# Euplexia pullomedia
Euplexia pullomedia là một loài bướm đêm trong họ Noctuidae.